# Antonius Hensen
Antonius Hubertus Leonardus Hensen (Rotterdam, 30 mei 1854 – 's-Gravenhage, 4 december 1932) was een Nederlandse rooms-katholieke priester, kerkhistoricus, hoogleraar en directeur van het Nederlands Historisch Instituut te Rome.

## Jeugd en opleiding
Hensen was de oudste in het, uit elf kinderen bestaande, gezin van Johannes Hubertus Hensen en Helena Catharina Raaymaakers. Hij ging naar de lagere school aan de Leuvehaven in Rotterdam, waarna hij naar het kleinseminarie van Hageveld ging om zich daar te bekwamen in de humaniora. Hij vervolgde zijn studies aan het grootseminarie van Warmond. Hier ontwikkelde hij een belangstelling voor de vaderlandse kerkgeschiedenis en met name voor het jansenisme. Hoewel hij na zijn priesterwijding in 1879 voorbestemd leek voor een wetenschappelijke loopbaan, werd hij - zoals toen zeker met studieus aangelegde jonge priesters gebruikelijk was - door de bisschop van Haarlem, Petrus Matthias Snickers, eerst als kapelaan aangesteld. In ruim twee jaar vervulde hij die functie achtereenvolgens in Volendam, Amsterdam, Aarlanderveen en nog eens in Amsterdam. In 1881 vroeg en kreeg hij toestemming om samen met zijn vriend Anton Schaepman (de latere president van het Groot-seminarie Rijsenburg) in Rome zijn studies te vervolgen.
Hij vestigde zich in het overwegend Duitse College van de Santa Maria della Pietà in Camposanto Teutonico. Aan het Angelicum behaalde hij in 1883 de graad van doctor in de theologie.

## Kapelaan en professor in Warmond
In 1884 keerde hij terug naar Nederland, waar hij kapelaan werd in Maassluis. Nog in datzelfde jaar volgde zijn overplaatsing als kapelaan naar Den Haag, waar hij gedurende twee jaar werkzaam zou zijn in de parochie van Sint-Jacobus de Meerdere. In 1886 werd hij benoemd tot hoogleraar aan het grootseminarie van Warmond, met de leeropdracht kerkgeschiedenis. Hij legde zich hier vooral toe op de vaderlandse kerkgeschiedenis, de reformatie, de strijd rond het Jansenisme en het herstel van de bisschoppelijke hiërarchie. In het Nieuw Nederlandsch Biographisch Woordenboek verschenen zeventig lemmata van zijn hand.
In 1911 - bij de viering van zijn 25-jarig jubileum als seminarieprofessor - verleende paus Pius X hem de eretitel van pauselijk kamerheer. Datzelfde jaar werd hij onderscheiden als Ridder in de Nederlandse Leeuw. Zijn leerlingen boden hem bij die gelegenheid aan zich te laten portretteren, hetgeen door de schilder Jan Toorop werd gedaan.

## Directeur van het Historisch Instituut
In 1915 werd Hensen benoemd tot directeur van het Historisch Instituut in Rome, als opvolger van de in datzelfde jaar overleden Mgr. Gisbert Brom. De omstandigheden waren niet gunstig: de Eerste Wereldoorlog, maakte Rome minder aantrekkelijk als vestigingsplaats voor Nederlandse studenten. Zelf ondervond Hensen in 1917 dat het hem onmogelijk was om na het kerstreces naar Rome terug te keren. Pas in 1919 keerde hij terug. In Rome werkte hij aan een bronnenpublicatie Romeinsche Bronnen voor den kerkelijkstaatkundigen toestand der Nederlanden in de 16de eeuw, die als deel 52 van de 's Rijks Geschiedkundige Publicaties zou verschijnen in 1922. In 1916 had paus Pius XI hem verheven tot huisprelaat en in 1923 kreeg hij een nieuwe pauselijke erefunctie, die van apostolisch protonotaris.
Na zijn terugkeer in Nederland hield Hensen zich bezig met het schrijven van zijn memoires, die als In den Hollandschen Tuin in 1930 te Utrecht verschenen en met tal van andere activiteiten op kerkhistorisch terrein. Zo bemoeide hij zich intensief met het herstel van de Abdij van Egmond en met de uitbreiding van het Bisschoppelijk Museum in Haarlem.
Mgr. Hensen overleed in 1932. In de pontificale requiemmis ging de bisschop van Haarlem, Johannes Aengenent, voor.
- Bibliothèque nationale de France: cb109575793 (data)
- Biografisch Portaal: 96588050
- Digitale Bibliotheek voor de Nederlandse Letteren: hens010
- Gemeinsame Normdatei: 1055208976
- International Standard Name Identifier: 0000 0000 7819 7190
- Library of Congress Control Number: nb2009002493
- Nationale Bibliotheek van Israël: 987007334677005171
- Nederlandse Thesaurus van Auteursnamen: 075024675
- Système universitaire de documentation: 12764766X
- Virtual International Authority File: 394950
- WorldCat: E39PBJyxkK3R7pM7jGY36PwcT3